# Ценоекосистема
Ценоекосистема (від цено ... і екосистема), епіморфа (Аболин, 1914), епіфація (Раменский, 1938), біогеоценоз (Сукачев, 1942), біоценотоп (Иоганзен и др., 1970), '''геоекосистема''' (Сочава, 1970), геоекобіота (Герасимов, 1973), біоекос (Нестеров, 1975), елементарна екосистема, відповідна біоценозу з притаманним йому  біоценотичним середовищем і  трофічними зв'язками, зі сталим  кругообігом речовин,  потоком енергії,  продуктивністю і  авторегуляцією. У тому випадку, коли ценоекосистеми близькі за своїми особливостями (приналежність домінуючих рослин –  продуцентів до однієї  біоморфи), вони об'єднуються у конгрегаційну екосистему. Поняття ценоекосистеми дуже близьке до понять екосистема і біогеоценоз.